# Urnersee
Urnersee är den sydöstra delen av Vierwaldstättersjön i Schweiz. Den ligger i den centrala delen av landet. Urnersee ligger 431 meter över havet.
Omgivningarna runt Urnersee är en mosaik av blandskogar, gräsmarker och samhällen.